# Штампарство
Штампарство је преношење текста или слике, обично помоћу мастила на подлогу за штампу (углавном папир) уз помоћ машина за штампање. Штампарство је процес репродуковања текста и слика користећи главну форму или шаблон. Најранији непапирни производи кориштени за штампање су цилиндрични печати и објекти као што су Киров ваљак и Набонидусом ваљак. Најранија позната форма штампања примењена на папир је ивођена користећи дрвене пресе, које су се појавиле у Кини пре 220. године. Каснији напреци у штампарској технологији обухватају ручни сет који је изумео Би Шенг око 1040. године и штампарска машина коју је изумео Јохан Гутенберг у 15. веку. Технологија штампања је играла кључну улогу у развоју ренесансе и научној револуцији, и положила је материјалну базу за модерну економију базирану на знању и за ширење знања у народним масама.

## Историја штампарства
У историји је забележено да су стари Египћани открили материјал по имену папирус на којем се могло писати. Папирус је израђиван лепљењем и спајањем осушених стабљика биљке папирус. За бележење и чување симбола на папирусу користило се мастило из сипе, а као држаља за преношење користила се шупља стабљика бамбуса или перо. Касније су папир открили Кинези, и он се даље годинама усавршавао.
Дуго су се поруке писале ручно на папиру или на животињској кожи. Ручно писање је било исувише споро, посебно ако је требало направити више од једне копије. Тако су и књиге писане ручно на папиру, па су стога биле права реткост доступна малом броју људи. Много година људи су тражили начин да створе поруку у форми (облику) из које ће бити могуће произвести неколико копија, без потребе за поновним писањем сваки пут када би се указала потреба.
Са повећањем броја захтева за неколико копија (идентичних примерака) поруке, започео је развој штампарских техника. Један од ранијих покушаја подразумевао је употребу дрвених блокова, у које би се резбарењем уцртавала или уписивала жељена порука, што је представљало штампарску форму. Затим би се нанела боја и порука одштампала на папиру. Међутим, ова процедура се показала незгодном, јер је уцртавање поруке био спор процес. Ово је забележено као први покушај штампе.
Јохан Гутенберг је заслужан за почетак употребе покретних металних слова која су се могла употребљавати и по неколико пута. Покретна слова су се лакше и брже склапала (обликовала) у нове поруке него ручно обликовани, резбарени дрвени блокови.
Најстарији облици штампе извођени су на ручној штампарској преси. У Европи је 1445. године почело умножавање штампом са покретним словима па се ова година означава као година изума штампарства, односно почетак савременог штампарства. Код јужнословенских народа за прву штампану књигу се сматра Октоих, који је штампан 1494. године у штампарији Црнојевића на Ободу код Цетиња.
Након Гутенберговог открића, штампа се првобитно одвијала на заклопним штампарским машинама у којима се користила форма у облику равне плоче, а притисак се остваривао помоћу друге равне плоче. Ови први облици штампе представљају технику високе штампе.
Пошто је штампа на заклопним машинама постала неефикасном (било је тешко остварити подједнак притисак на целој штампајућој површини), започела је штампа на машинама са ротационим кретањем.
Даље су у историји штампарства обележени следећи догађаји.
- 1610. - прве штампане новине.
- 1787. - метална преса за штампање (150 отисака на сат ).
- 1796. - проналазак технике умножавања равном штампом (техником литографије).
- 1805. - прва машина за ливење оловних слова.
- 1812. - прва штампарска машина са механизованим кретањем (400 отисака на сат ).
- 1839. - проналазак фотографије.
- 1843. - почетак производње папира из дрвета.
- 1862. - прва ротациона машина.
- 1875. - прва новинска ротациона машина за велике тираже.
- 1881. - почиње употреба растера (аутотипије) - репродуковања полутонских оригинала, што представља основу савремене репродукције слика у свим техникама штампе.
- 1884. - прва машина за слагање слова.
- Раздобље аутоматизације (1900—1950)
  - примена фото-поступака.
  - увођење аутомата за улагање и излагање табака (папира).
  - 1904. - проналазак офсет штампе.
  - 1930. - прва фотослагаћа машина.
- Раздобље електронике и рачунара (од 1950. до данас).

## Штампарске технике

### Висока штампа
Код високе штампе штампајући елементи су издигнути, тј. виши у односу на нештампајуће, по чему је ова штампарска техника и добила име.
Висока штампа, као најранији облик штампе, имала је своје предности и недостатке. Од предности треба навести врло значајну карактеристику, посебно за штампање текста, а то је изузетна оштрина слова, односно јак отисак. Стога се висока штампа, као идеална за израду текста, и данас користи у неким земљама у случају када је потребно остварити висок квалитет слова (на пример у Немачкој за штампање књига за децу).
Главни недостаци високе штампе односе се на лошу расподелу притиска штампања код употребе равних штампарских форми и заклопних машина, као и на компликовану израду цилиндричних форми за штампање. Такође треба истаћи то да је олово које се користило за ливење слова било и остало штетно по здравље запослених у штампаријама. Иако погодна за штампање текста, висока штампа не омогућава задовољавајући квалитет отиска слика и растерских тонова.

### Дубока штампа
Дубока штампа је показала висок квалитет отиска слика и растерских тонова. Међутим, израда штампарске форме за дубоку штампу је много скупа и сложена. За дубоку штампу због технике обојавања штампарске форме, боје се одликују течљивошћу и малим површинским напоном. Са друге стране, ове боје се спорије суше па је за фазу учвршћивања отиска на материјалу за штампу, потребно довести додатне количине енергије у посебно изведеним сушачима који улазе у састав сваке штампарске јединице.

### Равна штампа
За више информација о равној штампи погледај чланак офсет штампа.
Равна штампа примењује се најчешће у облику офсет или индиректне штампе, с обзиром на то да се боја са форме не преноси директно на подлогу, већ се претходно преноси на ваљак са гуменом покривком, па са њега на подлогу. Штампајући и нештампајући елементи се налазе у истој равни, а међусобно се разликују по својим физичко-хемијским карактеристикама (олиофилност и олиофобност), тј. способношћу да привлаче или одбијају масне материје које садржи боја. Вода, односно средство за влажење које се прво наноси на форму, прекрива у танком слоју олиофобне односно нештампајуће елементе, док боја, која се на форму наноси после воде, прекрива само олиофилне, односно штампајуће елементе.

### Пропусна (сито) штампа
За више информација о сито штампи погледај чланак ситоштампа.
За пропусну (сито) штампу се користи форма од свиле, најлона или полиестера, која се пресвлачи непропусним слојем. У фази развијања форме штампајуће површине се добијају тако што се са њих уклања непропусни слој. Током штампе кроз штампајуће површине помоћу одговарајућег ракел ножа протискује се боја у жељеном слоју. Машине за ситоштампу су релативно јефтине, а карактерише их и висок степен аутоматизације. Ова штампарска техника данас је веома популарна, јер се помоћу ње наноси најдебљи слој боје од свих штампарских техника. Стога се ситоштампа данас може користити и за наношење лакова и слично. Главне карактеристике ситоштампе су јефтина израда штампарске форме и релативно мала брзина штампе.
Најсавременији облик ове штампе - ротациона сито штампа, још није у масовној употреби у нашој земљи због високе цене израде штампарске форме и специфичне штампарске јединице која се среће само код неких штампарских машина за штампу уских ролни.

### Дигитална штампа
Дигитална штампа подразумева директну повезаност рачунара у којем се обавља дигитална припрема и штампарске машине и обухвата две поткатегорије. Једна је статичка дигитална штампа computer to press. Овај тип штампе практично представља класичну равну офсет штампу на машинама код којих је осветљивач за форму ctplate постављен на цилиндру форме, тако да се форма осветљава и развија на самој штампарској машини. Даљи ток штампе је исти као и код офсет штампе.
Друга подврста дигиталне штампе је динамичка дигитална штампа computer to print, код које се штампарска форма ствара за сваки радни циклус. Најчешће је ова штампа бесконтактна, односно код ње притисак није основа штампарског процеса која омогућава преношење боје са форме на материјал за штампу. Ова техника штампе је базирана или на ink-jet поступку, или пак на штампи са сувим или влажним тонером помоћу електрографије. Раздвајање штампајућих и нештампајућих површина код електрофотографије заснива се на наелектрисавању и разелектрисавању појединих елемената. Тако су на пример нештампајуће површине и тонер истог наелектрисања па се међусобно одбијају, док су штампајуће површине разелектрисане или супротно наелектрисане у односу на тонер па га привлаче. У овој техници штампарска форма реално не постоји, она је имагинарна, то јест налази се у меморији рачунара и преноси се директно на подлогу за штампање. Стога боја или тонер који се у овој техници користе морају бити наелектрисани, и тек након њиховог наношења слика постаје први пут видљива.

## Галерија
- Књиговезачка преса Wertheim
- Машина за умножавање Remo
- Машина за умножавање Sensator